# Jean-Louis Duport

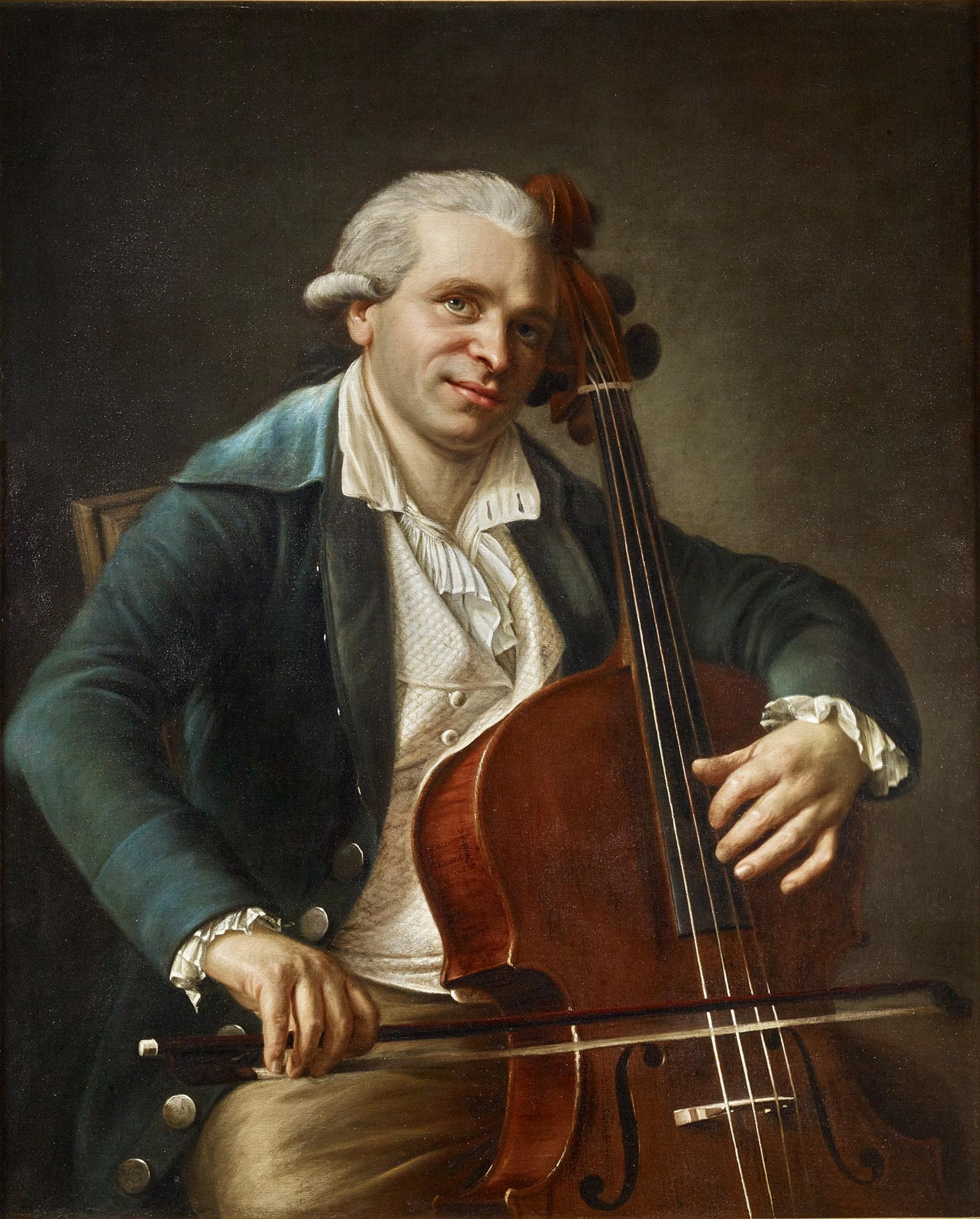
Retrato de Jean-Louis Duport por Remi-Fursy Descarsin, 1788

Jean-Louis Duport (París, 4 de octubre de 1749 - 7 de septiembre de 1819) fue un violonchelista y compositor francés que logró la fama en los conciertos del Concert Spirituel en la década de los setenta del siglo XVIII. Al estallar la Revolución Francesa, decidió emigrar a Potsdam donde se reunió con su hermano, el también violonchelista Jean-Pierre Duport, quien había dejado vacante la plaza de primer violonchelista de la corte de Federico Guillermo II de Prusia al aceptar el cargo de superintendente de la música desde 1788 hasta su fallecimiento. En 1807 decidió regresar a París donde permaneció hasta su muerte, salvo por los cuatro años que permaneció como músico de cámara de Carlos IV de España en su exilio en Marsella entre 1808 y 1812.

## Historia
De por qué Jean-Louis Duport comenzó a tocar el violonchelo han corrido ríos de tinta. Según Lillian Moore en su The Duport Mistery comenzó desde bien pequeño a estudiar danza. De acuerdo con la entrada acerca del pequeño de los hermanos en la Biographie Universelle des Musiciens de Fetis, comenzó a estudiar violín (lo cual encaja perfectamente con su posible formación en el ballet, pues en aquella época todo bailarín que se preciase tocaba el violín como parte de su educación musical). Algunas habladurías dicen que estudiaba este instrumento hasta que un desafortunado accidente le hizo caer por las escaleras produciéndole una lesión que le impediría seguir con su desarrollo violinístico. Sin embargo, en lo que todas las biografías están de acuerdo es que el éxito de su hermano como violonchelista le hizo tomar la decisión de ponerse a las órdenes de Jean-Pierre como su más concienzudo alumno.
Tal y como ocurriera con su hermano mayor, su estreno en el Concert Spirituel fue todo un éxito, tal y como recogen las crónicas del Mercure de France. Encontramos una referencia de una aparición pública de Jean-Louis Duport acompañado por Jean-Pierre el 12 de febrero de 1768, en la que el autor, impresionado por el talento del joven violonchelista de tan sólo 19 años, escribió: 
Monsieur Duport “le jeune”, alumno de su hermano, interpretó al violonchelo una sonata acompañado por Monsieur Duport “l'aîné”. Ejecución precisa, brillante, sorprendente, suena lleno, suave, halagador, seguro y audaz. Podemos anunciar un enorme talento.
Una vez comenzaron los viajes de Jean-Pierre por Francia e Inglaterra desde finales de los años sesenta, Jean-Louis quedó en París sin ningún tipo de competencia violoncellística, salvo la que le ofrecía otro de los mejores alumnos que tuvo Martin Berteau y quien posteriormente fue primer profesor de violonchelo del Conservatorio de París, Jean-Baptiste Aimé Janson. Juntos eran considerados los dos violonchelistas titulares de la orquesta del Concert Spirituel. 
En 1783 Jean-Louis decide aceptar la invitación de John Crosdill para ir a Inglaterra a ofrecer conciertos. Una vez allí, se presentó en escena en lugares como los Hannover Square series. Permaneció en Londres al menos hasta el 19 de mayo, día en el que según “The Public Advertiser” ofreció su último concierto junto al también violonchelista James Cervetto. Tras su viaje a Londres, regresó a París donde permaneció unos años y continuó ofreciendo conciertos. De hecho, encontramos la última crónica de este primer periodo en París en L’Avant-coureur del “Mercure de France” del primero de junio de 1785. Se trata de la primera referencia que tenemos de la interpretación de uno de sus seis conciertos para violonchelo y orquesta.
En uno de sus viajes, quien sabe si de camino a Alemania tras el estallido de la Revolución Francesa en 1789, Jean-Louis Duport pasó por la pequeña localidad de Ferney donde Voltaire residió desde 1755 hasta su muerte. La leyenda nos cuenta que el violonchelista le ofreció un concierto privado debido a la admiración que profesaba por sus textos. El escritor, que estaba poco familiarizado con la música y mucho menos con las posibilidades del violonchelo, quedó muy sorprendido por la posibilidad de que un instrumento tan voluminoso pudiera emitir sonidos tan dulces y agudos, por lo que exclamó:
“Señor Duport, usted me hace creer en milagros: sabe hacer de un buey un ruiseñor”
La noticia era que el puesto de solista en la orquesta de la ópera de Potsdam estaba vacante al igual que todos los cargos de interpretación musical al violonchelo que hasta entonces estaban ocupados por Jean-Pierre. Por supuesto, el mejor candidato a ocuparlos y el que mejores referencias podía tener era Jean-Louis Duport. Con su llegada, podemos considerar que Potsdam se convirtió en uno de los centros más importantes del violonchelo en toda Europa. Además, la propia historia y sus futuras consecuencias se encargaron de que así fuera. La presencia de los dos hermanos y su amplísima labor pedagógica provocaron el nacimiento de la primera escuela alemana del violonchelo.
Tras sus años en la corte de Potsdam, durante los cuales conoció a algunos de los mejor músicos del momento como Mozart o Beethoven, regresó a París en el año 1807 para volver a ofrecer algunos conciertos entre los que cabe destacar en el que acompañó a la famosa cantante madrileña Isabella Colbran, futura esposa de Gioachino Rossini. Sin embargo, decidió aceptar una buena oferta que lo llevó a vivir a Marsella a partir de 1808, como músico de la corte del monarca español Carlos IV, quien residía allí desde su exilio por la ocupación francesa. Allí permaneció Jean-Louis Duport hasta la marcha del exiliado a Roma en el año 1812.
Tras su etapa marsellesa, nos encontramos con una tercera tentativa a conquistar al público de París, pero esta vez con mayor éxito que tras su paso por Prusia. Con 64 años, en pleno año 1812 Jean-Louis Duport ofreció tres conciertos en el teatro de L’Odéon, y esta vez no fue en vano; el director de música de Napoleón le nombra músico de la Chapelle Impériale, donde ocupó el puesto de primer violonchelo junto al joven Baudiot. Meses después, su buena labor le llevó a obtener otro puesto importante y relevante: profesor de bajo en el Conservatorio de París. 
Durante al menos cuatro años mantuvo su puesto de profesor en el Conservatorio de París, hasta el año 1816. Aunque perdió su posición de maestro, por lo menos consiguió mantener su puesto en la corte del emperador. 
El 7 de septiembre de 1819, menos de un año después de la muerte de su hermano mayor, Jean-Louis falleció de un ataque al corazón en la capital francesa. 
Por otro lado, el legado que supone, para la técnica y la historia, el “Essai sur le Doigté du Violoncelle et sur la Conduite De l´archet” hacen que Jean-Louis Duport hayan llegado hasta nuestros días a través de los estudios recogidos en dicho método que, hoy en día, todo alumno de violonchelo ha tocado alguna vez y que toda editorial musical que se precie ha publicado alguna vez.

## Obras
- 6 conciertos para violonchelo y orquesta.
- Trois Duos pour deux violoncelles. op.1
- Trois Sonates Faciles pour violoncello et base. op.2
- Six sonates pour le violoncelle et basse. op. 3
- Six sonates pour le violoncelle et basse. op. 4
- Grande Sonate pour le violoncello et basse.
- Essai sur le Doigté du Violoncelle et sur la Conduite De l´archet